# Taschenuhr

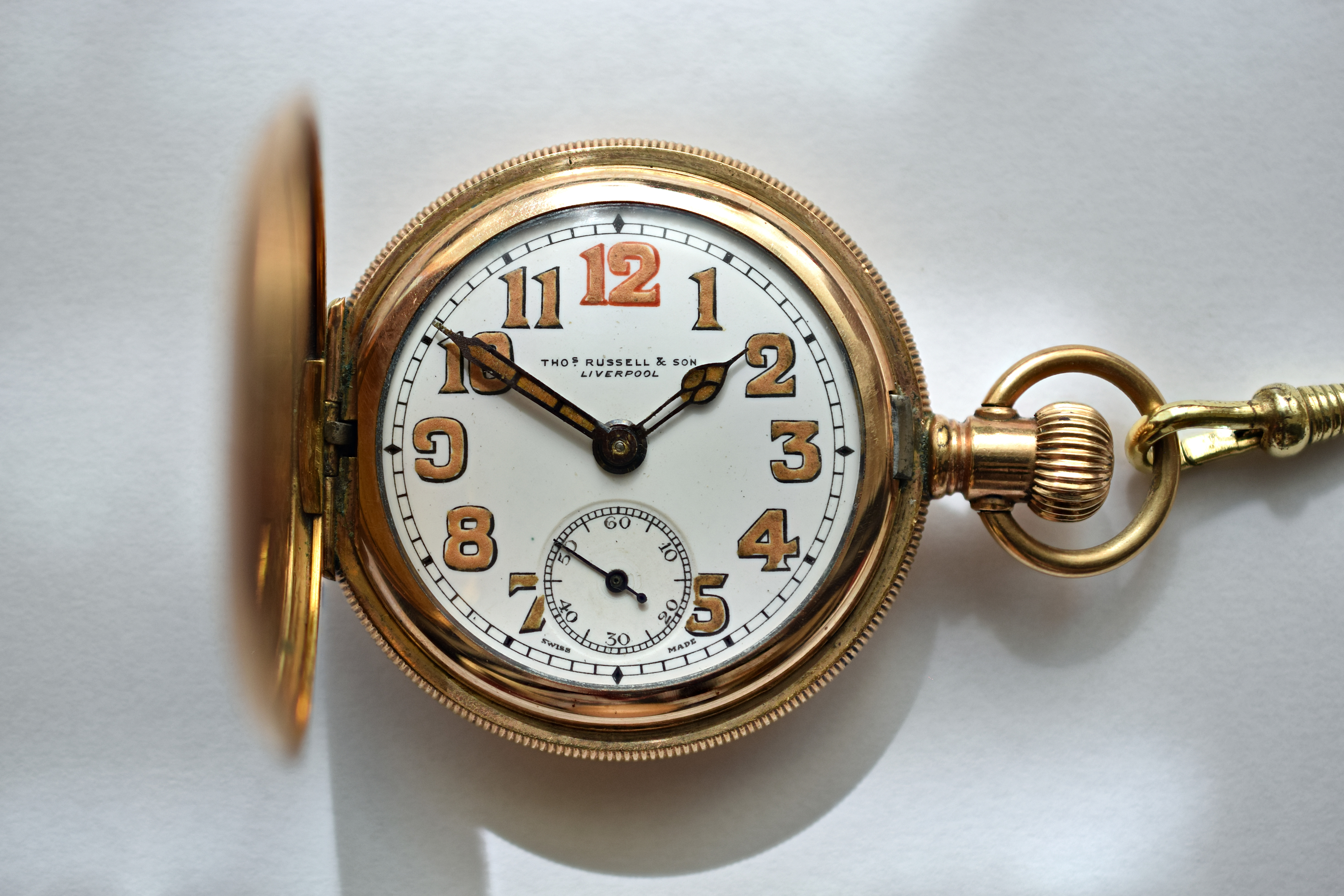
Savonette, hergestellt von Thos. Russell & Son ca. 1930

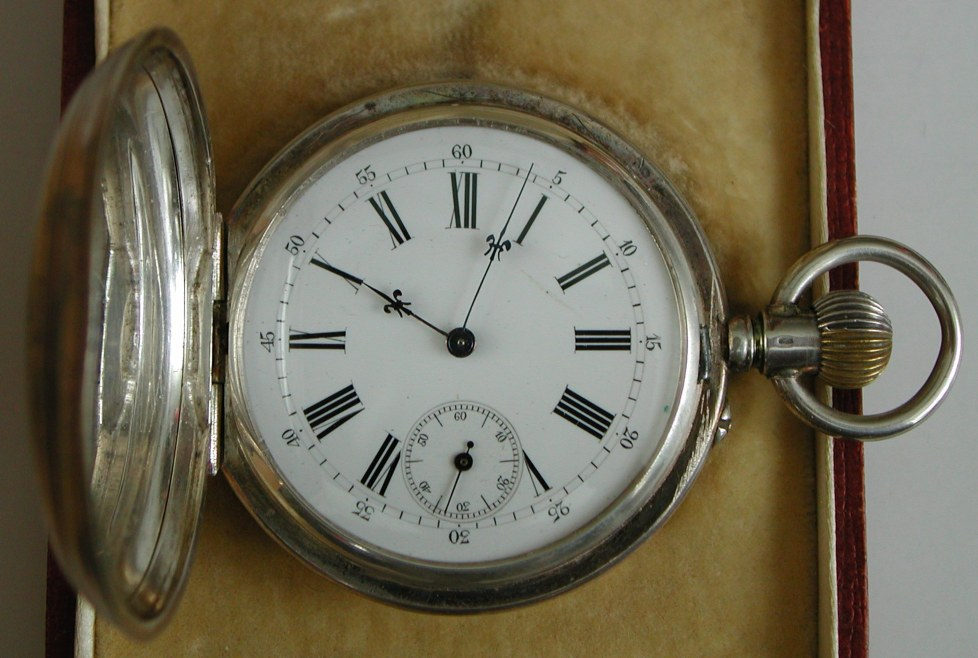
Taschenuhr mit Sprungdeckel

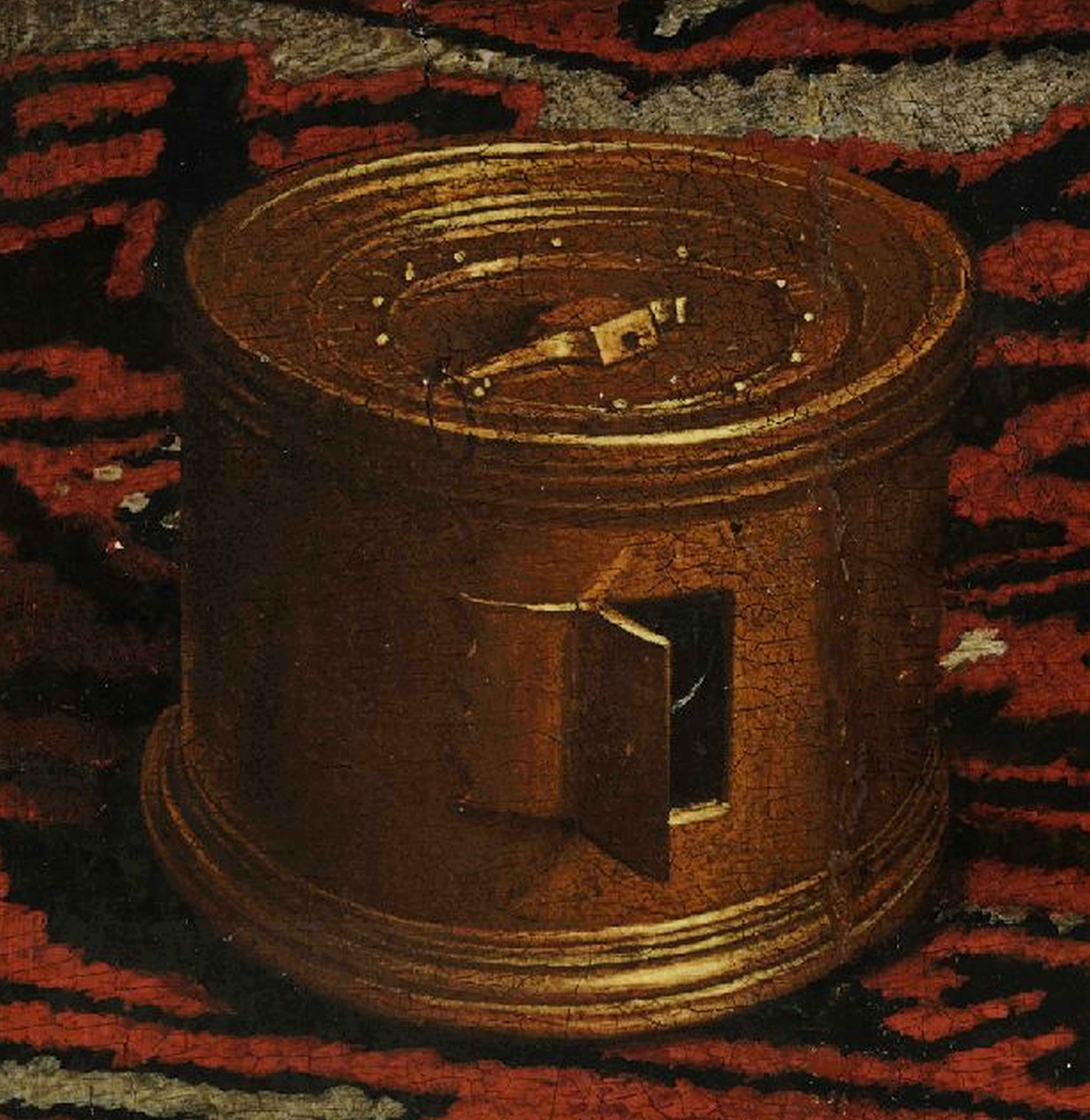
Dosenuhr (Hans Holbein der Jüngere (1532)
Bildnis des Danziger Hansekaufmanns Georg Gisze in London, Detail)

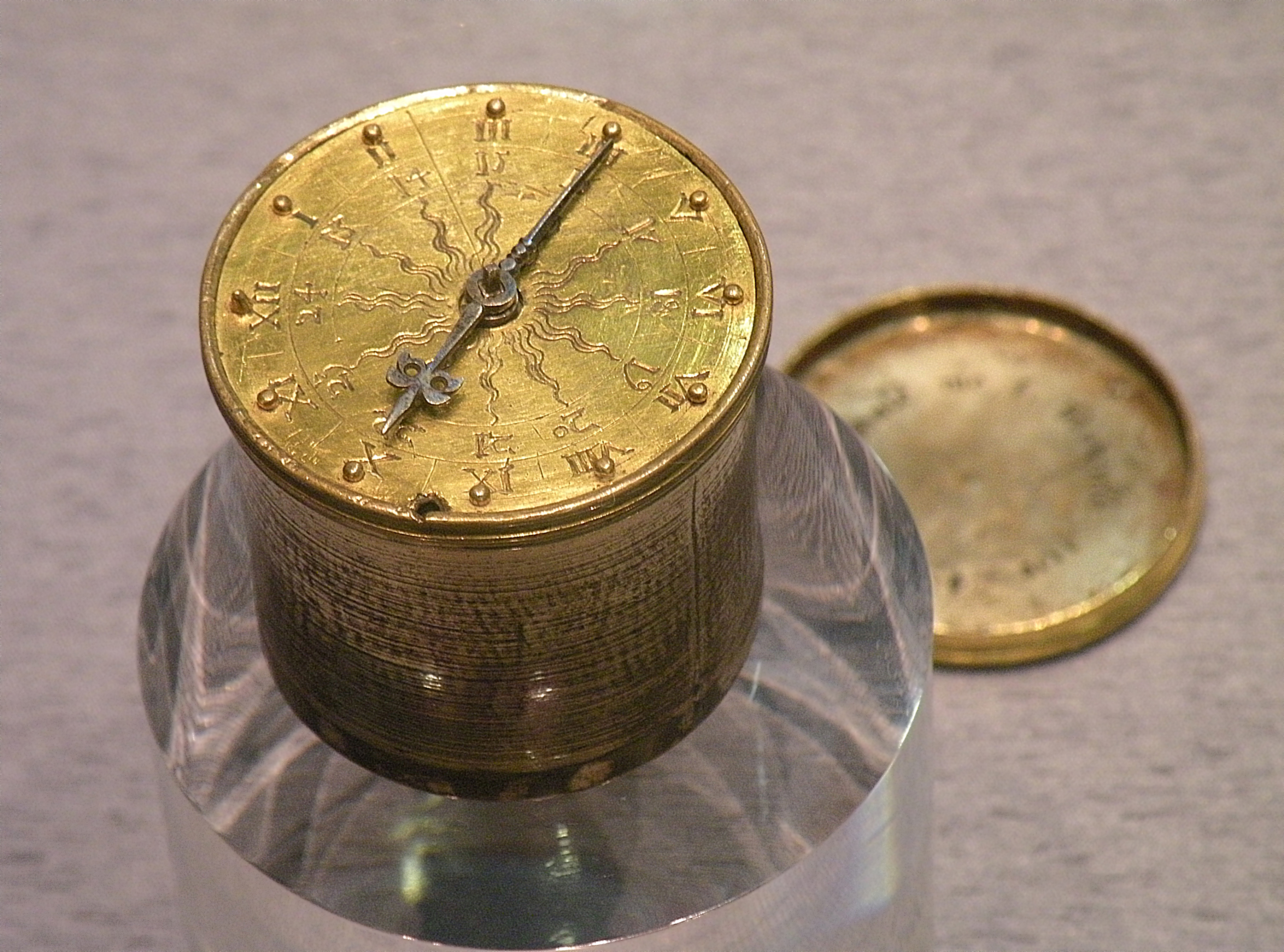
Taschenuhr, bislang fälschlich Peter Henlein zugeschrieben
(Germanisches Nationalmuseum)

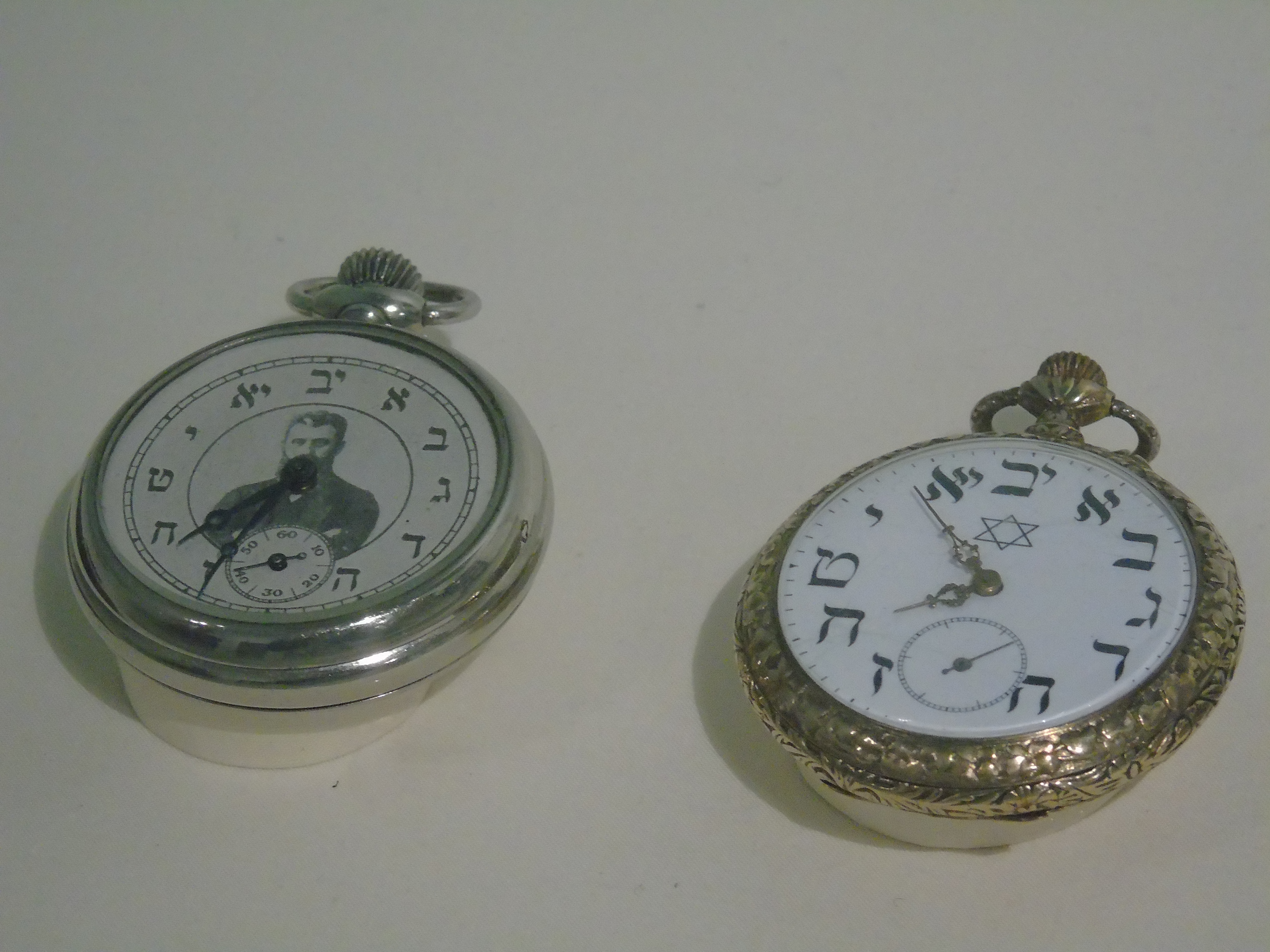
Jüdische Taschenuhren

Eine Taschenuhr (auch Sackuhr) ist eine Uhr, die an einer Kette in einer Hosen- oder Jackentasche (sogenannte Fracktaschenuhr) getragen wird. Damen trugen Taschenuhren oftmals auch an einer Kette um den Hals oder an der Taille. Taschenuhren sind heute weitgehend aus der Mode gekommen. Ab etwa 1930 wurden sie zunächst durch Armbanduhren ersetzt, seit der Jahrtausendwende zunehmend auch durch Mobiltelefone.

## Geschichte
Die Entwicklung von Taschenuhren wurde möglich, nachdem im frühen 15. Jahrhundert der Federantrieb erfunden wurde. Die älteste erhaltene Uhr mit Federantrieb (und der zugehörigen Schnecke als Gangregulierung) stammt von circa 1430 und wird als „Die Uhr Philipps des Guten von Burgund“ im Germanischen Nationalmuseum in Nürnberg aufbewahrt. Bis zu dieser Zeit wurden mechanische Uhren durch Gewichte betrieben.
Peter Henlein (um 1479–1542) aus Nürnberg hat um 1511 diesen Federantrieb in Verbindung mit einem Hemmmechanismus der Federbremse als einer der ersten deutschsprachigen Hersteller in eine tragbare Uhr eingebaut. So konnte er diese auf Taschengröße verkleinern. Diese Taschenuhr hat die Form einer Dose (daher auch tragbare Dosenuhr genannt) und wurde wohl in einem Beutel getragen. Ein Exemplar findet sich z. B. im Germanischen Nationalmuseum in Nürnberg. Die „Erfindung“ wurde lange Peter Henlein aus Nürnberg zugeschrieben (um 1504/1509), heute tendiert die Forschung jedoch dazu, eine länger anhaltende Entwicklung anzunehmen; seine Uhren gehören jedoch zu den ältesten erhaltenen Exemplaren. Peter Henleins Beitrag hierzu wird spekulativ verschiedentlich angenommen als Erfinder des Stackfreed. Den Namen Nürnberger Ei haben diese Uhren jedoch nicht, wie noch immer fälschlicherweise behauptet wird, aufgrund ihrer Eiform. Der Name ist vielmehr eine Verballhornung von „Aeurlein“, also Ührlein. Sicher ist jedoch, dass Süddeutschland, vor allem die beiden bedeutenden Handelsstädte Nürnberg und Augsburg, ein Zentrum der frühen Uhrmacherkunst war.
Der Besitzer einer der ältesten erhaltenen Taschenuhren (datiert auf das Jahr 1530) soll Philipp Melanchthon gewesen sein.
Die älteste Darstellung einer am Körper tragbaren Uhr findet sich auf dem Gemälde Der Kaufmann Georg Gisze von Hans Holbein d. J. (1532). Diese Dosenuhren wurden in der Frühzeit vor allem in Süddeutschland, aber auch in Frankreich und wohl in Italien hergestellt. Eine frühe Dosenuhr (im Nationalmuseet Kopenhagen) stammt aus dem Jahr 1533 und wurde vermutlich von Hans Zelltner, einem Wiener Hofuhrmacher, gefertigt. Aus diesen Dosenuhren – die wohl in Beuteln getragen wurden – entstanden zunächst tragbare Halsuhren, die an einer Kette oder einem Band um den Hals getragen wurden (ab 1530/40). Frühe tragbare Uhren hatten Unrasthemmungen (entweder als Radunrast oder als Löffelunrast). Aufgrund der daraus resultierenden Gangungenauigkeit waren sie durchwegs nur mit einem Zeiger (Stundenzeiger) ausgestattet. Erst ab der Mitte des 17. Jahrhunderts wurden die ersten Taschenuhren mit Spindelhemmung hergestellt und dann auch mit einem Minutenzeiger ausgestattet. Exemplare aus dem 16. Jahrhundert sind sehr selten und nur in bedeutenden Uhrensammlungen zu finden.
Die meisten älteren Taschenuhren (man schätzt über 80 %) sind unsigniert, da das Anbringen von Firmennamen und Firmenlogos bis ins 19. Jahrhundert unüblich war. Sie können heute oft nur aufgrund spezifischer Bauarten oder Gravuren bestimmten Manufakturen zugeordnet werden.
Gegen Mitte des 19. Jahrhunderts setzte die industrielle Herstellung von Taschenuhren ein. Auch wenn dadurch die Preise sanken und somit nicht mehr nur die wohlhabendsten Schichten eine Taschenuhr anschaffen konnten, blieb sie nach wie vor ein Statussymbol. Solide Uhren mit Silbergehäuse waren nun auch beim Bürgertum und bei wohlhabenden Bauern weit verbreitet, goldene Uhren mit besonders aufwendigen Werken ein Luxusgegenstand für Reiche. In der Zeit um 1900 erreichte die Taschenuhrenproduktion ihren Höhepunkt und aus dieser Zeit stammen auch die meisten heute noch erhaltenen Exemplare. Nach dem Ersten Weltkrieg kam die Taschenuhr zunehmend aus der Mode und die Armbanduhr setzte sich durch.

## Gehäuse-Bauformen

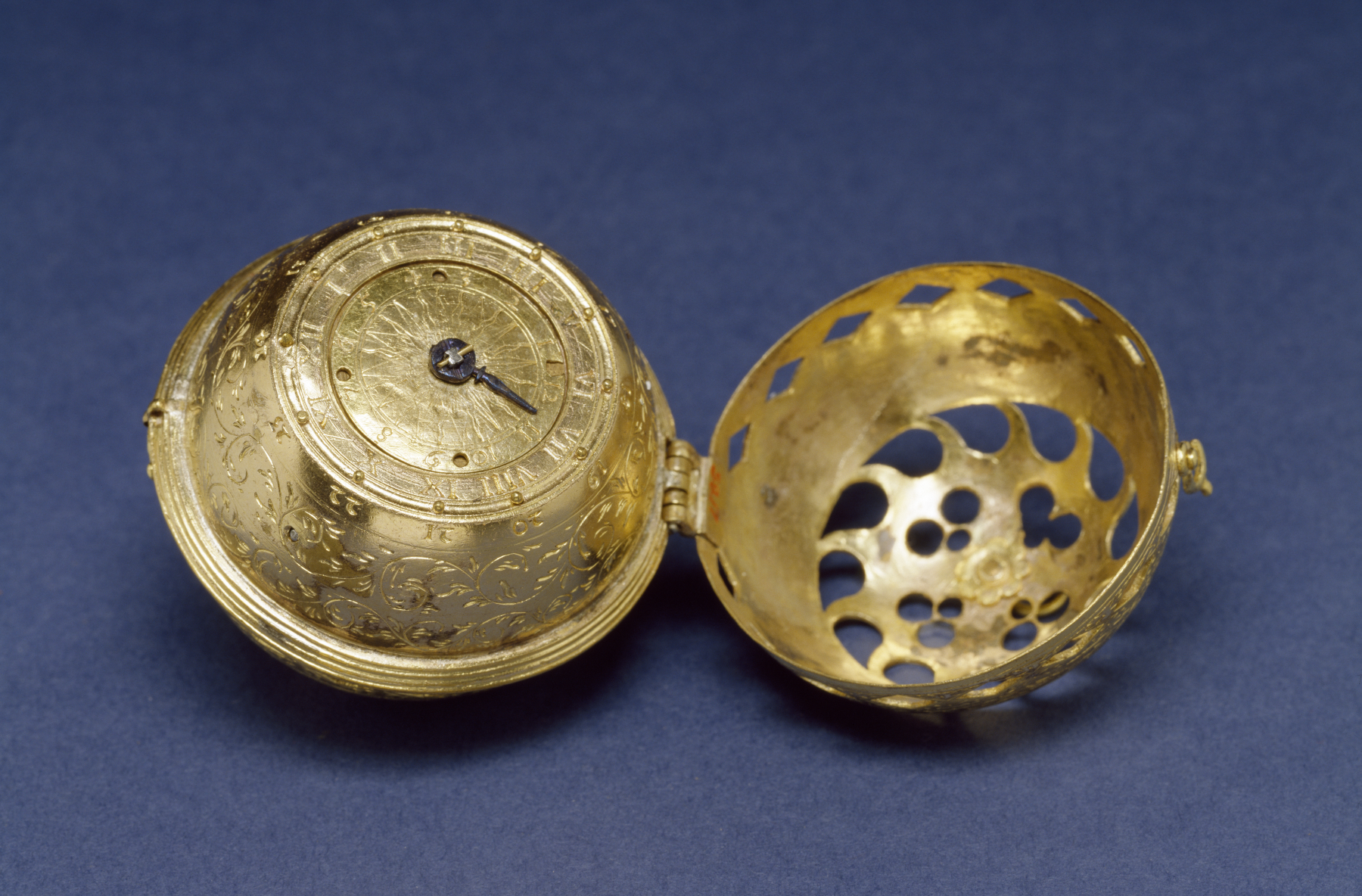
Melanchthons Uhr, 1530

Um die Mitte des 16. Jahrhunderts waren Uhrengehäuse tragbarer Uhren normalerweise dosenförmig oder kugelförmig, seltener von ovaler Form. Erst später wurde die Wandung bauchiger, ehe schließlich die uns noch heute geläufige, flache Form der Taschenuhr entstand. Daneben existierten vor allem am Ende des 16. Jahrhunderts eine Vielzahl von Formuhren, die Kreuze, Muscheln, Sternen, gelegentlich auch Totenschädel darstellten.
- Bisamapfeluhr: die älteste sicher nachweisbare Bauform (ab ca. 1520), in Form einer kleinen Kugel mit innen liegendem Zifferblatt und Werk. Eine solche Uhr soll im Besitz Philipp Melanchthons gewesen sein.
- Dosenuhr: frühe Bauform (ab ca. 1530), in Form einer kleinen Dose ohne Deckel. Verwendbar als Tischuhr und tragbar in einem Beutel
- Halsuhr: in Form einer kleinen flachen Dose mit einem durchbrochenen Metalldeckel und Ring zum Tragen an einem Band um den Hals, später (ab 1590) auch mit einem Bergkristalldeckel
- Kreuzuhr: eine von vielen Formvarianten des Gehäuses, die ab dem Ende des 16. Jahrhunderts bis Ende des 17. Jahrhunderts in Mode waren
- Savonnette: mit Sprungdeckel, die Aufzugskrone sitzt seitlich.
- Halbsavonnette
- Lépine: ohne Deckel, die Aufzugskrone sitzt oben.
- Flieger-Taschenuhr: mit um 180° verdrehtem Zifferblatt, da die Uhr im Flugzeug über Kopf eingehängt wurde (Doxa, Stowa)
- Frackuhr: mit geringer Größe und einer besonders flachen Bauweise

## Statussymbol

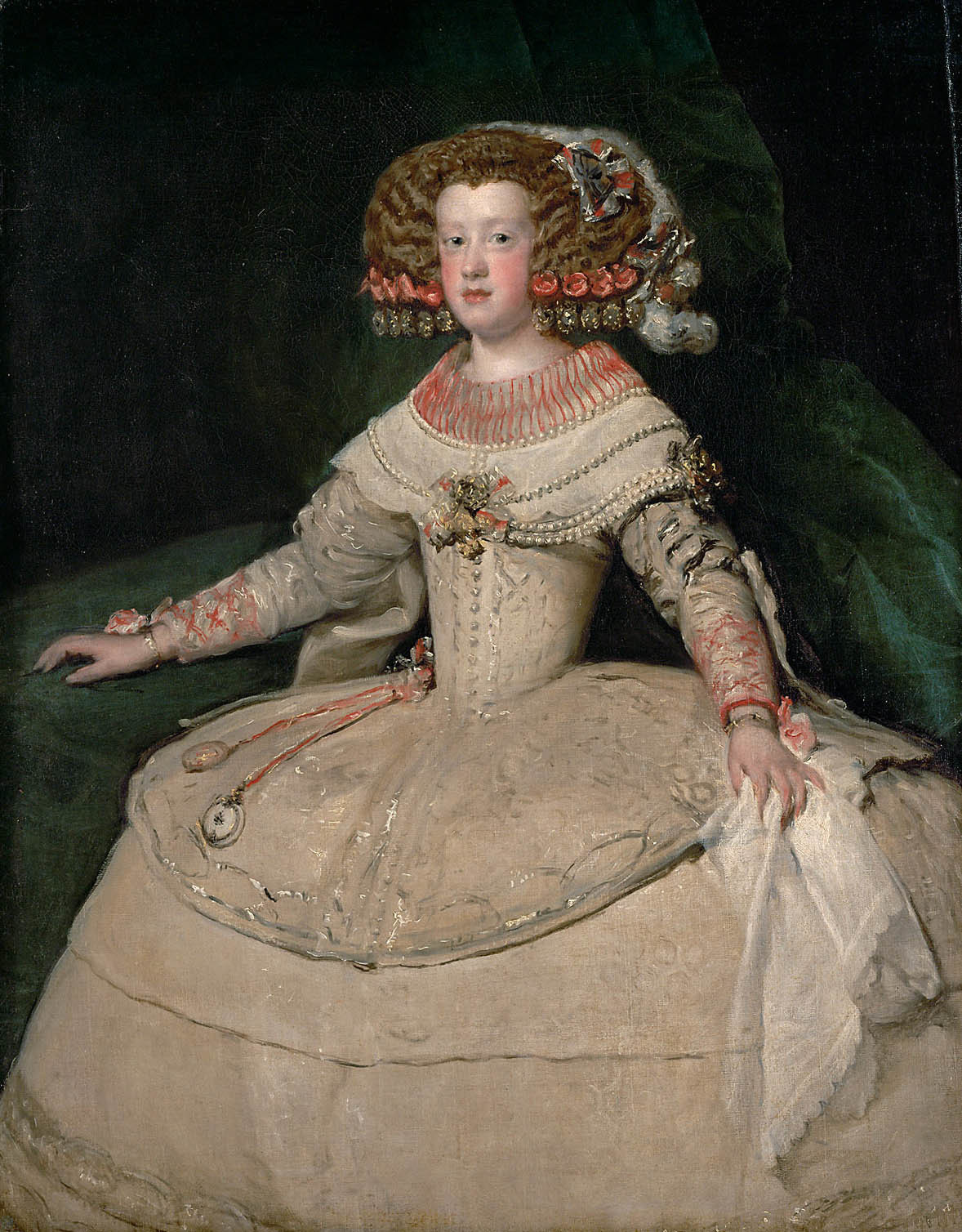
Velásquez: Infantin Maria Teresa von Spanien („mit den zwei Uhren“), ca. 1652–1653. Kunsthistorisches Museum, Wien

Kunstvoll gearbeitete Taschenuhren waren (und sind teilweise immer noch) ein Symbol für Reichtum und Noblesse. Früher war der Erwerb einer Taschenuhr nur sehr Begüterten möglich, die sich oftmals auch damit darstellen ließen, etwa wie Maria Teresa von Spanien im 17. Jahrhundert vom Maler Diego Velázquez, die auf dem Bild mit gleich zwei Taschenuhren abgebildet ist.
Auf vielen anderen Porträts bis ins 20. Jahrhundert ist nur noch die, meist kunstvoll gestaltete, Taschenuhrenkette sichtbar. Mit dieser wurde die Taschenuhr an der Hose oder am Wams befestigt.

## Bestandteile

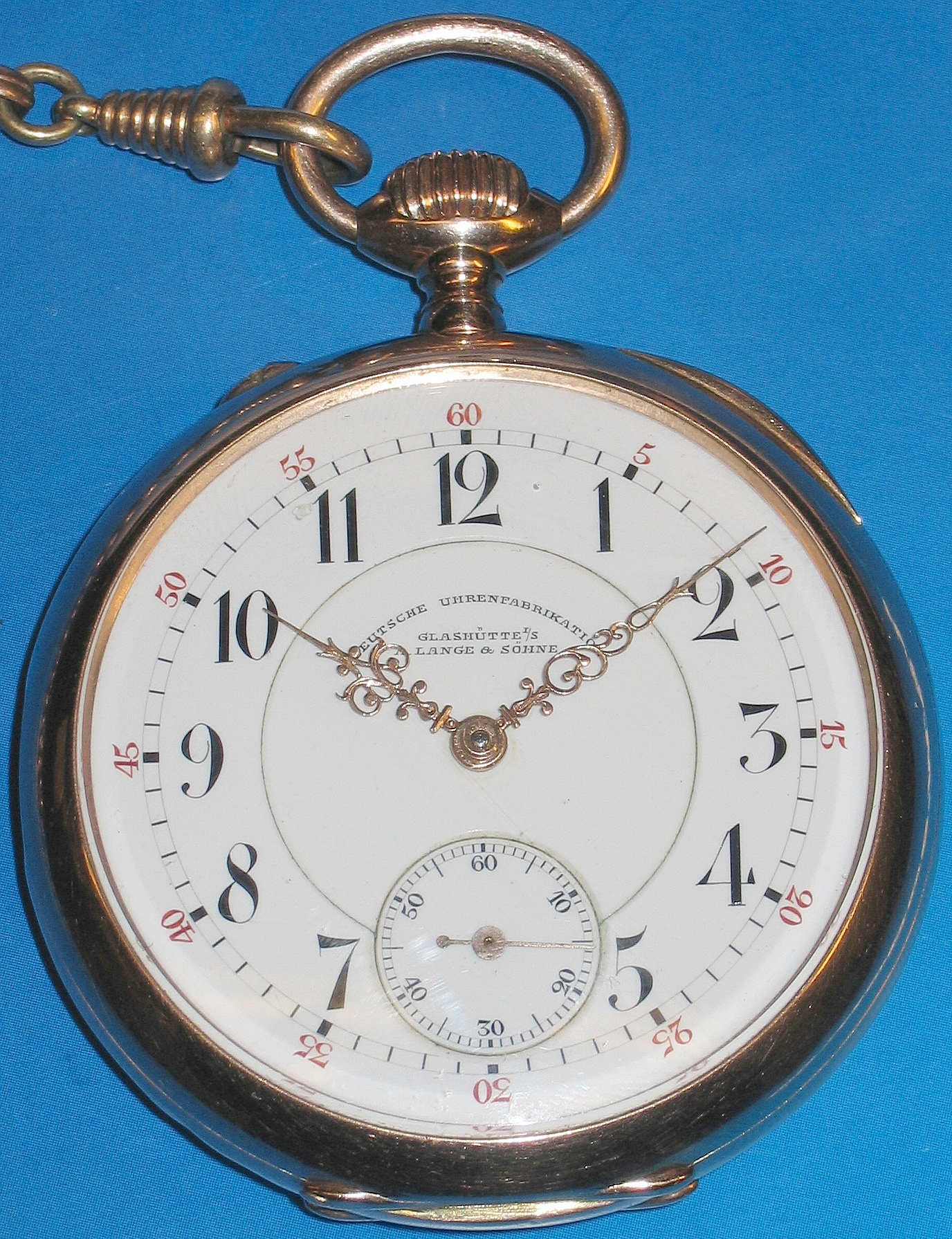
Zifferblatt
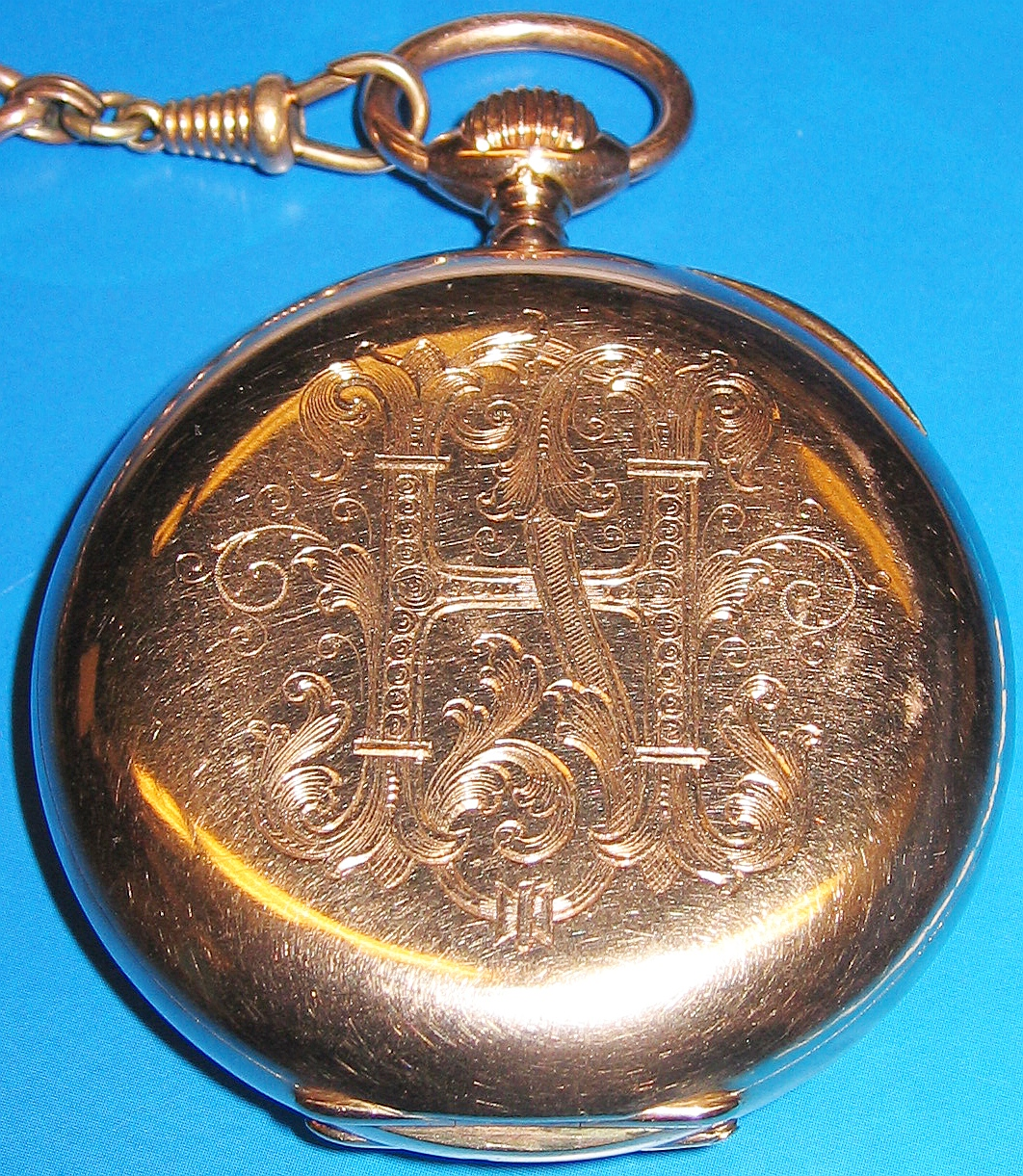
Rückseite mit Monogramm-Gravur
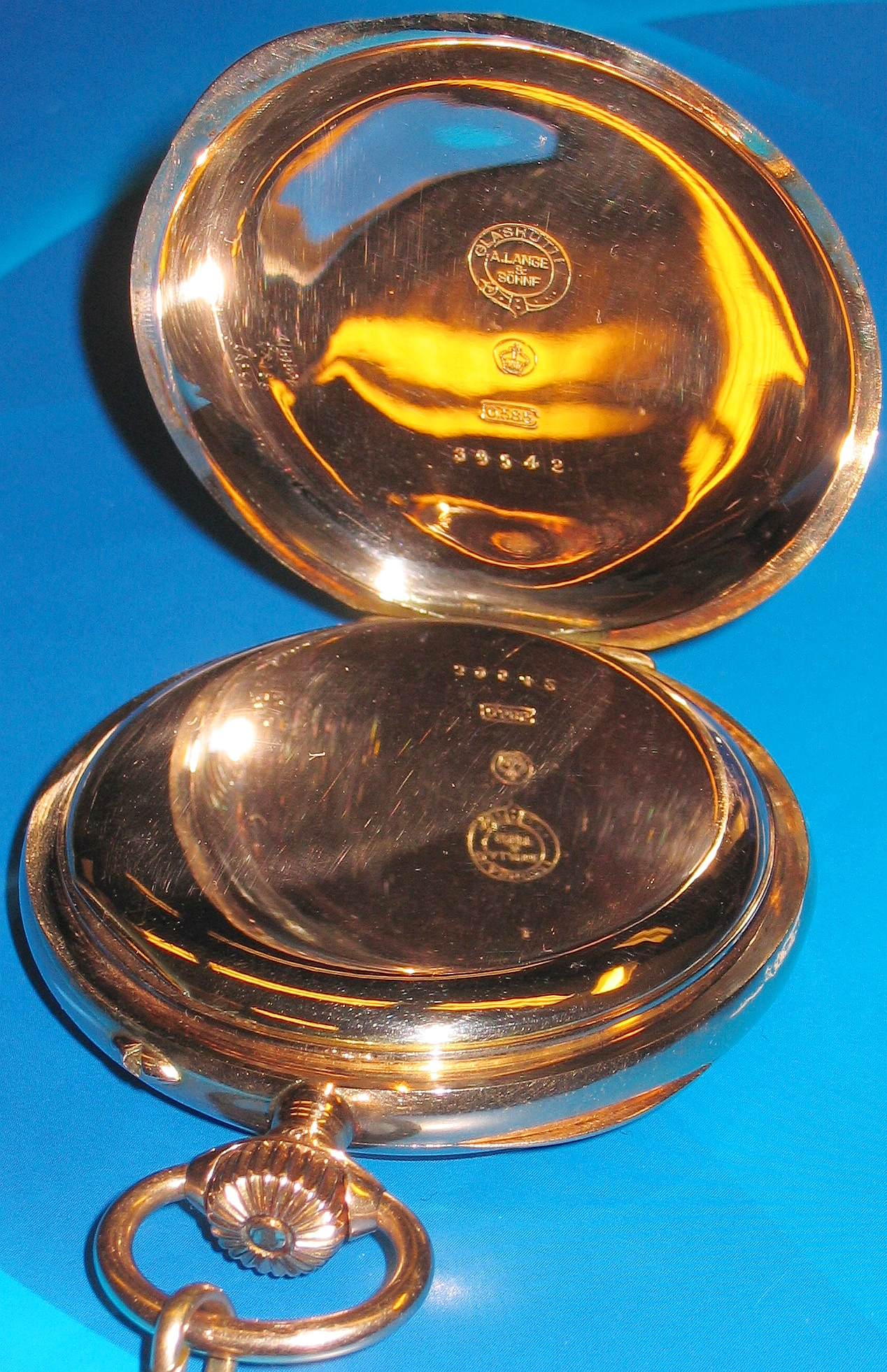
Punzierung der Manufaktur
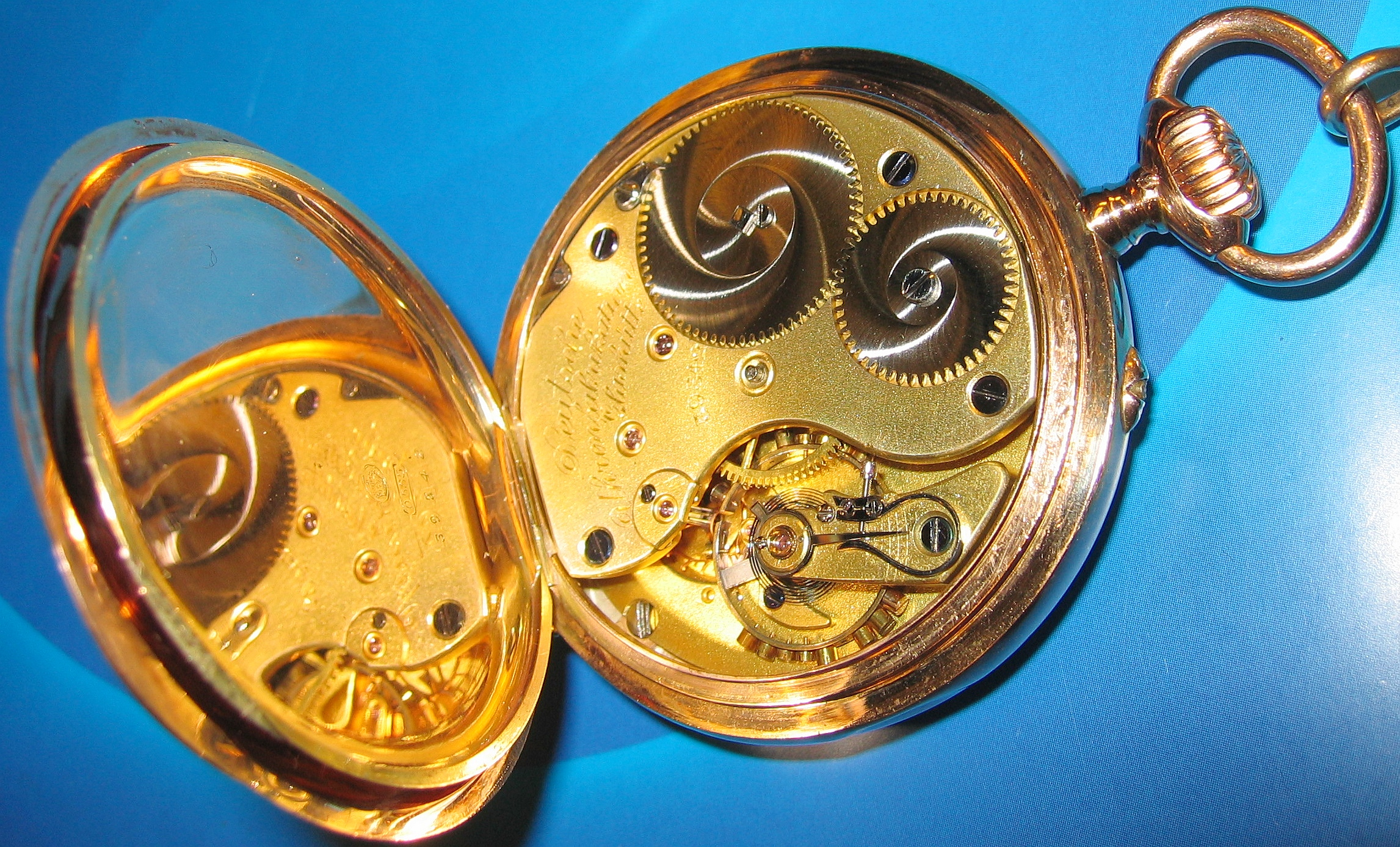
Unruh, Hemmung und Schwanenhals-Regulierung
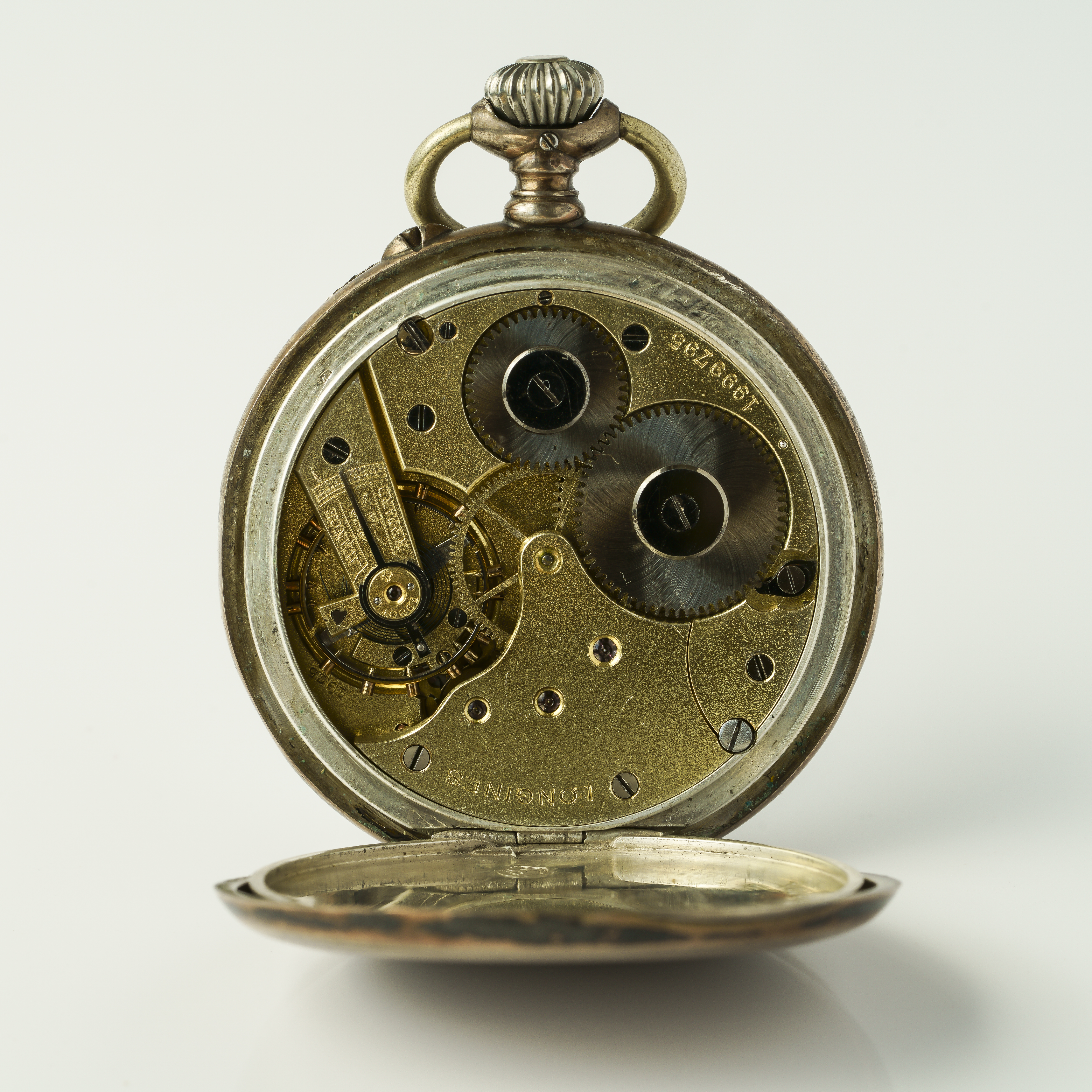
Uhrwerk mit Punzen und feinster Oberflächenbearbeitung